# Betty Gilpin
Betty Gilpin (Nova Iorque, 21 de julho de 1986) é uma atriz norte-americana, conhecida por interpretar Debbie Eagan na série Glow, da Netflix.